# Andersön
Andersön är en av de större öarna i Storsjön i Östersunds kommun i Jämtland. Ön ligger i Sunne socken två mil sydväst om Östersund vid Sannsundets norra del. Hela ön är ett naturreservat.

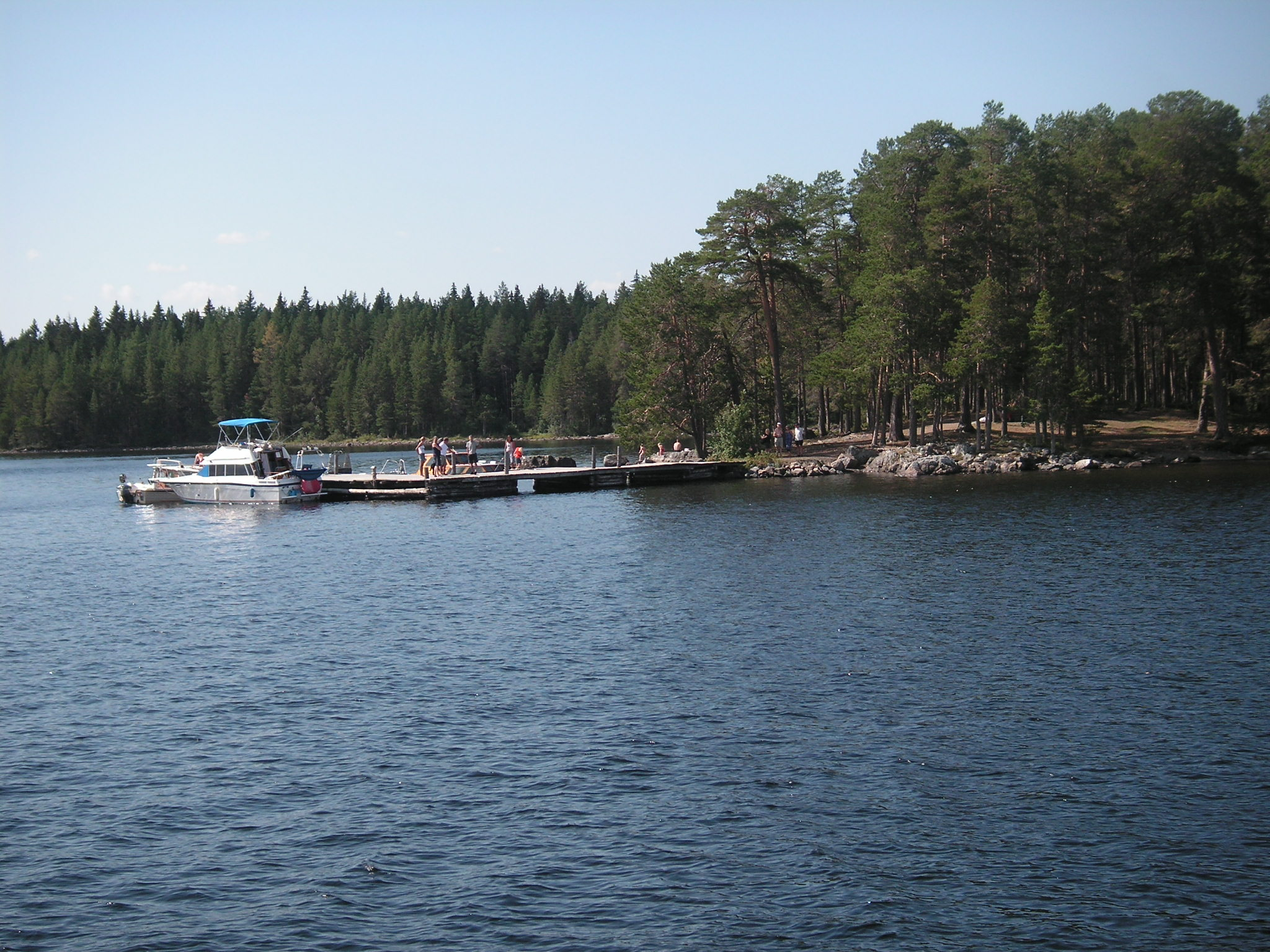
Bryggan på Andersön.

Ön är ett populärt friluftsområde och utflyktsmål.  Båten S/S Thomée gör ofta turer till Andersön. På ön finns även kulturhistoriska sevärdheter, till exempel boplatser från stenåldern och en gravhög samt lämningar efter Andersö skans från 1650-talet.
Andersöns norra udde heter Käringnäset. Den östra udden heter Oxmelen. Mellan Oxmelen och Trefotudden cirka en kilometer söderut utbreder sig Oxmelviken. Den västra udden heter Båthusudden.

## Namnet
Andersön är tillägnad skidåkningens, jaktens och vinterns gudinna Skade. Namnet skrevs först Ondursöy (normaliserad fornnordiska Öndursey), från Ondurdis - skidgudinna.

## Historia
I mars månad år 1178 hölls Slaget på Storsjöns is mellan Andersön och Sunne, resultatet av slaget blev att jämtarna förlorade mot kung Sverre Sigurdsson och Jämtland införlivades i Norge.